# Kakukk homokhúr
A kakukk homokhúr (Arenaria serpyllifolia) a szegfűfélék családjába tartozó, eurázsiai eredetű, mára Észak-Amerikában és Ausztráliában is elterjedt gyomnövény.

## Megjelenése
A kakukk homokhúr 5–20 cm magas, lágyszárú, egynyári növény. A csíranövény sziklevelei nyelesek, hosszúkás-keskeny tojásdad formájúak. Első levelei átellenes helyzetűek, tojásdadok alakúak, kihegyezett csúcsúak, kezdetben száron ülők, később hosszabb nyélbe keskenyednek. A levél nyele szőrös.
A kifejlett növény apró, vékony, ágas-bogas szárú, tövénél elfekvő. Ritkásan elhelyezkedő, apró levelei miatt szikár, vékony megjelenésű. Levelei száron ülők vagy alul rövid nyelűek, átellenes elhelyezkedésűek, épszélűek, végén kihegyezett tojásdad alakúak. Az egész növény sűrűn rövid szőrös vagy mirigyszőrös.
Májustól szeptemberig virágzik. Ötszirmú, 1 cm-t el nem érő, fehér virágai egyesével nyílnak a szárak végén. 3–4 mm-es csészelevelei lándzsás, hegyes végűek, a szirmoknál hosszabbak. A porzók száma 10.
Termése gömbölyű vagy tojásdad, 3 mm-es, világosbarna toktermés. Megérve hat visszahajló foggal nyílik. Magvai aprók, kékesfeketék, fényesek, széles vese formájúak.
Kromoszómaszáma 2n=40.

## Elterjedése és termőhelye
Eredetileg Európában és Nyugat-Ázsiában volt honos, de mára behurcolták Észak-Amerikába és Ausztráliába is.
Magyarországon az egész országban elterjedt gyomnövény. A száraz, semleges vagy kissé meszes kémhatású talajt kedveli. Parlagokon, szántóföldeken, homokpusztákon gyakori. Főleg a gabonafélék és a lucerna vetésében lehet káros; ismételt őszi talajműveléssel vagy herbicidekkel irtják. 

## Felhasználása
Köhögéscsillapító, nedvtisztító, vízhajtó hatású. Leveleinek főzetét vérhas kezelésére használták és itták hólyagpanaszok, hólyaghurut, vesekő esetén is.

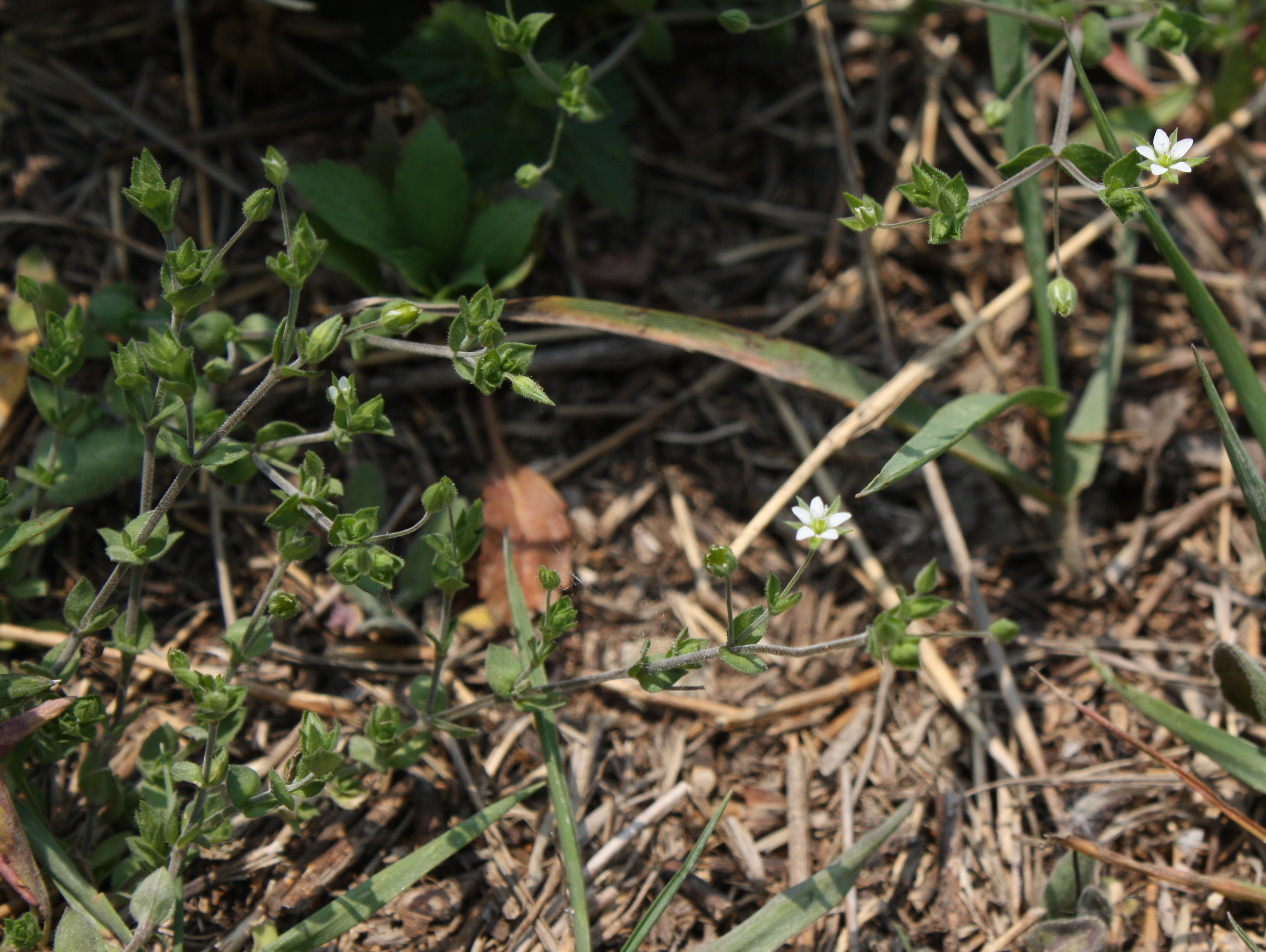
Habitusa
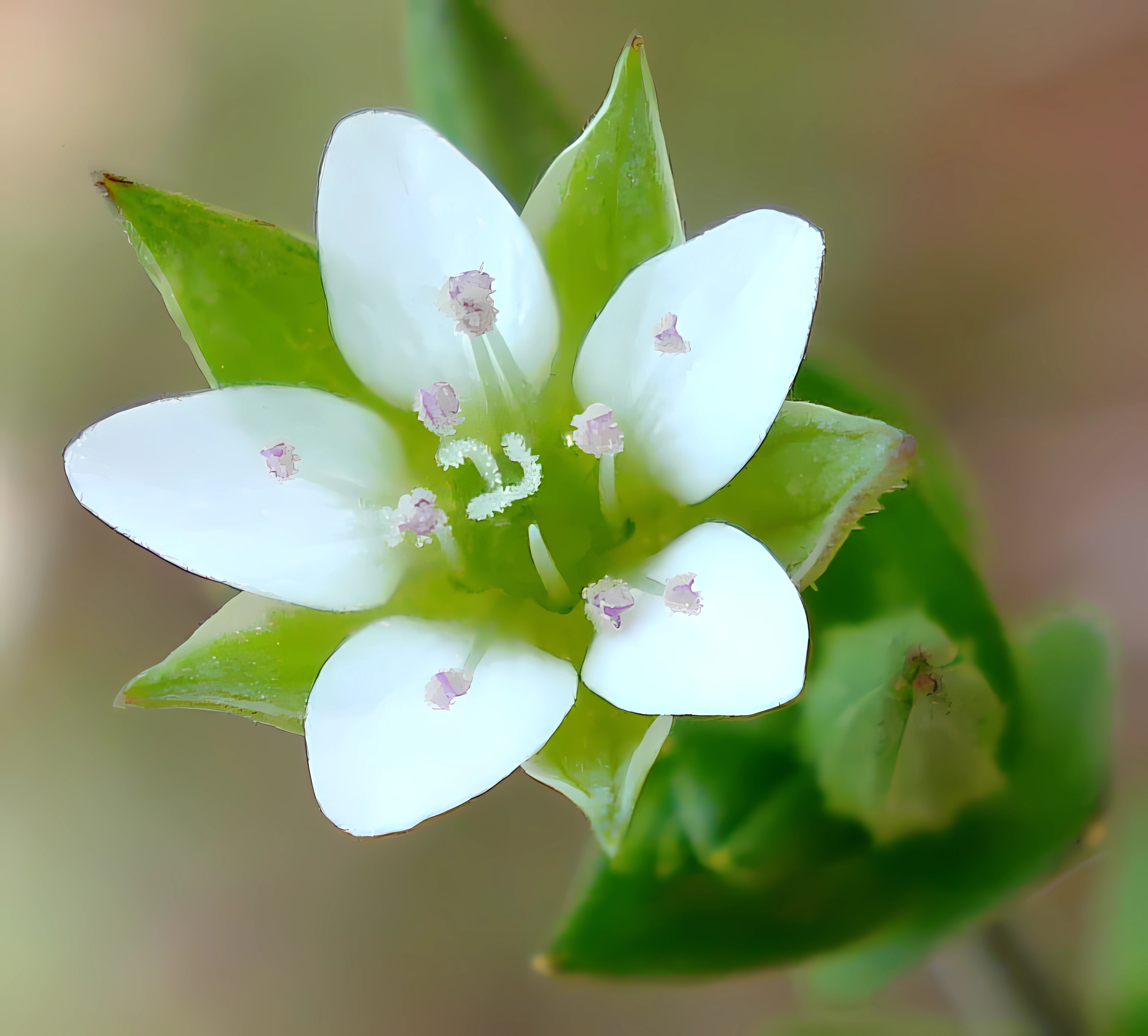
Virága
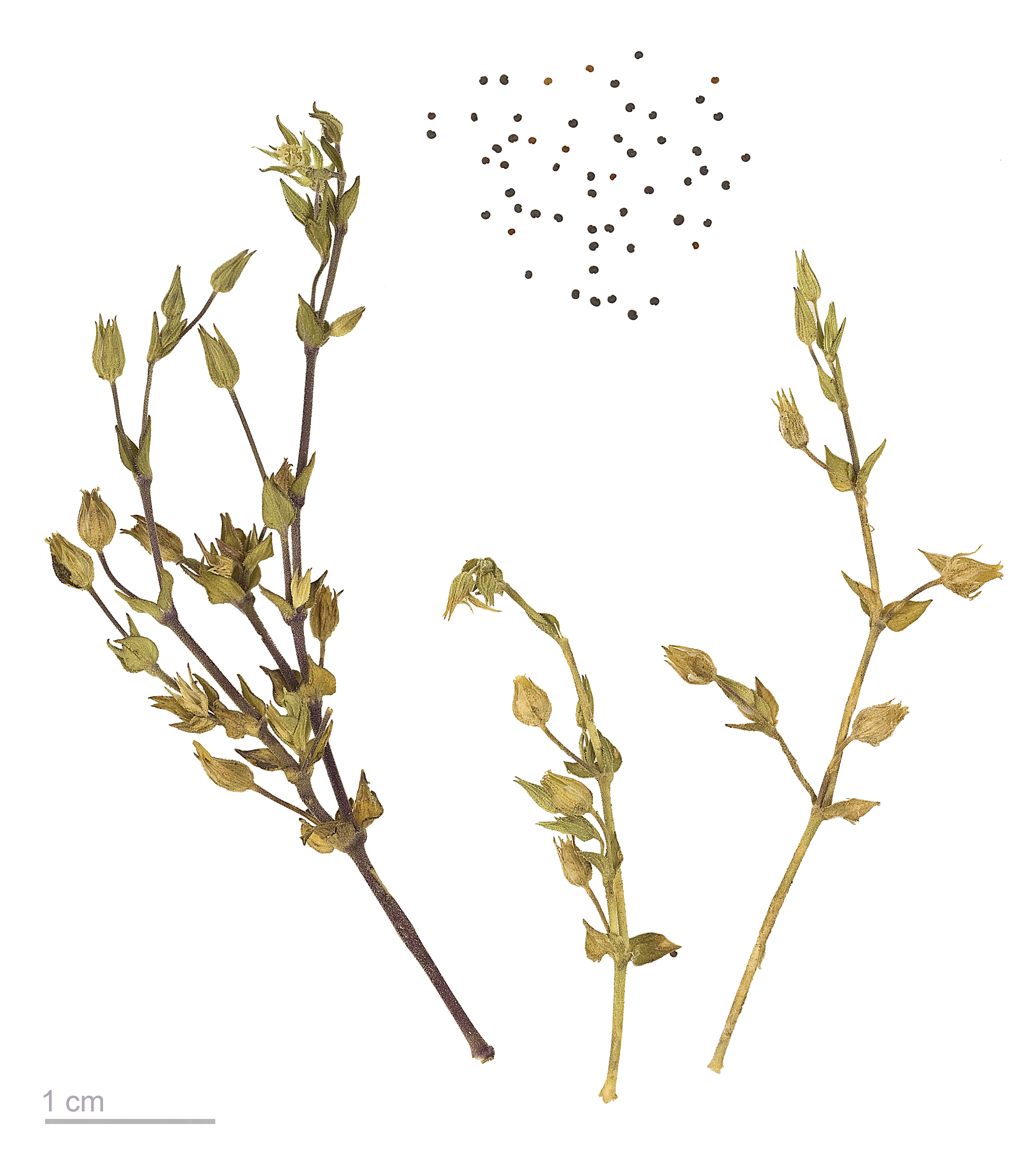
Herbáriumi növény és magvak
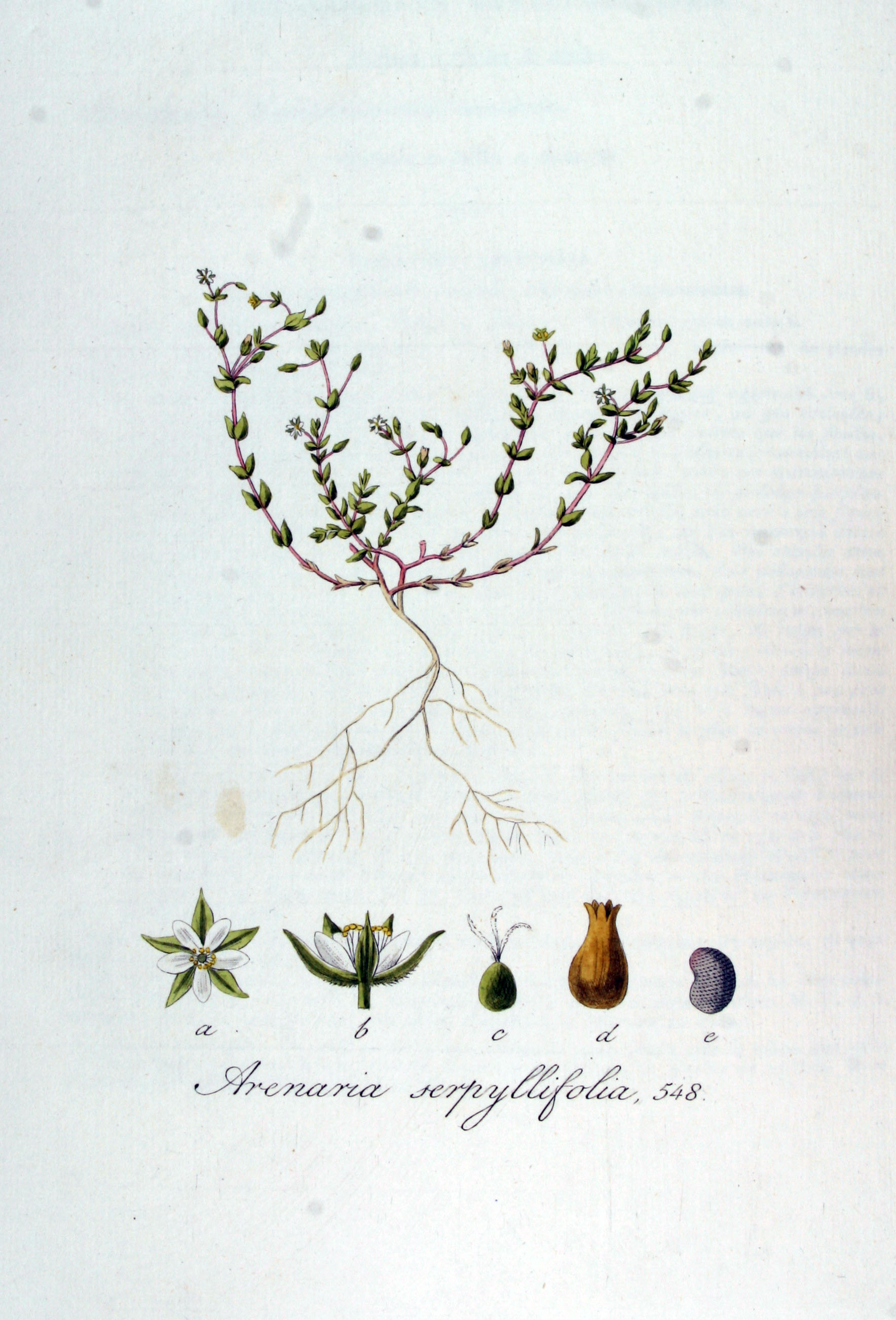
Ábrázolása 1830-ból